# El Rancho, Cortés
El Rancho är en ort i Honduras.   Den ligger i departementet Departamento de Cortés, i den västra delen av landet, 190 km norr om huvudstaden Tegucigalpa. El Rancho ligger 89 meter över havet och antalet invånare är 1 101.
Terrängen runt El Rancho är kuperad åt nordväst, men åt sydost är den platt. Runt El Rancho är det mycket tätbefolkat, med 1 095 invånare per kvadratkilometer. Närmaste större samhälle är San Pedro Sula, 19,7 km söder om El Rancho. 